# Majungasaurus
Majungasaurus ("ödla från Mahajanga") var ett släkte med dinosaurier som hittats på Madagaskars nordkust, där den tros ha levt i slutet av kritaperioden för cirka 84 - 70 milj. år sedan. Den är i forskarkretsar och populärkulturen känd som en dinosaurie som utövade kannibalism. Nära släktingar till Majungasaurus tros ha varit Carnotaurus, Rugops och Rajasaurus.

## Beskrivning

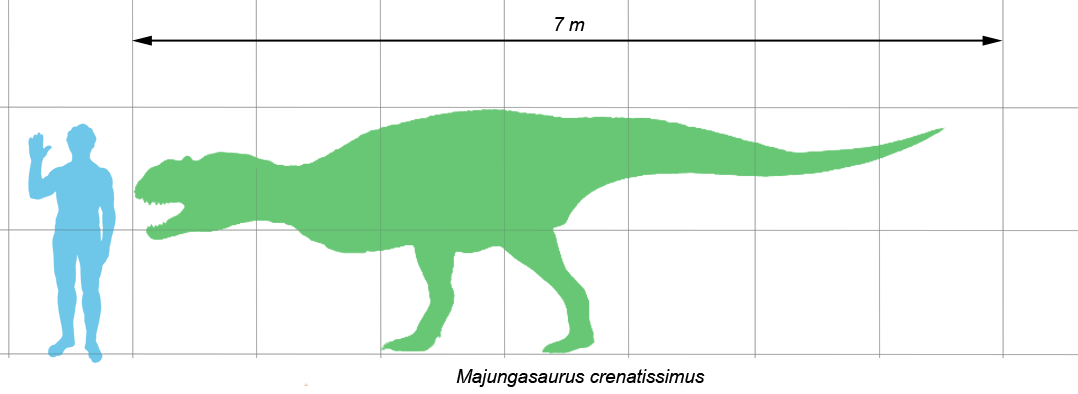
Majungasaurus storlek jämfört med en människa.

Majungasaurus blev cirka 7 - 8 meter lång från nos till svans, och vägde förmodligen något över 1 ton. Liksom andra theropoder gick Majungasaurus på sina kraftiga bakben, och höll kroppen balanserad av den kraftiga svansen. Bröstkorgen var stor, och frambenen var troligen väldigt korta med 4-fingrade händer, såvitt man vet från dess nära släktingar. Halsen verkar ha varit väldigt muskulös och kraftig. Liksom andra abelisaurider hade skallen anmärkningsvärt kort nos jämfört med andra theropoder, och i Majungasaurus fall var den väldigt skrovlig och täckt med fåror. högt upp på skallen hade den ett trubbigt utskott av ben, nästan som ett litet horn, som kan ha använts till att knuffa på artfränder med. Många av benen i Majungasaurus skalle var sammanvuxna , vilket gjorde den väldigt stark, och man tror att bettet var mycket kraftigt.

## Andningssystem
I juli 2005 presenterades Majungasaurus i en ny upptäckt rörande debatten om dinosauriernas hävdade släktskap med fåglarna. Forskare vid Ohio University och Havard University hade under ledning av Patrick O'Connor undersökt vissa av Majungasaurus olika skelettdelar, och jämfört dessa med motsvarande på över 200 olika moderna fåglar. Likheterna i benen tydde på att Majungaurus kan ha haft ett system med luftsäckar liknande fåglas
, och resultatet av undersökningen presenterades först i tidskriften Nature. Eftersom Majungasaurus inte betraktas som nära släkt med fåglarna har forskarna föreslagit att det andningsystem som idag återfinns hos fåglar utvecklades tidigt hos theropoderna.

## Kannibalism
Trots att sauropoder skulle ha varit bytesval för Majungasaurus, indikerar nyare upptäckter en annan, förvånande beståndsdel av dess kosthåll: andra Majungasaurus. Flera hittade ben efter Majungasaurus bär märken efter tänder, märken identiska med dem som hittats på sauropodben i samma område. Då Majungasaurus är den enda stora theropoden känd från området, är den enklaste förklaringen att den åt av andra av sin egen art. Det är okänt om Majungasaurus aktivt jagade sin egen sort eller bara åt av as efter dem. Men vissa undersökningar visar att den moderna komodovaranen ibland dödar varandra när de slåss om kadaver. De äter sedan resterna av sina rivaler, vilket kan betyda ett liknande beteende hos Majungasaurus och andra theropoder.